# Ночосвітка
Нічосвітка (Noctiluca scintillans) — вид одноклітинних організмів, представник з типу Динофлагелят. Найпростіша джгутикова морська тварина, що має здатність світитися.

## Будова
Тіло нічосвітки покрито захисною оболонкою, що складається з целюлози. Нічосвітка має кулясту форму. З одного боку тіла є невеликий отвір, який виконує функцію рота. З іншого боку знаходиться джгутик, за допомогою якого нічосвітка пересувається. У нічосвітки відсутні хроматофори і міцна оболонка.

## Характеристика тварини
- Розмір: нічосвітки дуже малі, довжина їх тіла 20 — 30 мкм.
- Колір: тіло тварини має зеленувате забарвлення.

## Розмноження
Розмножуються ці найпростіші тварини поділом або за допомогою утворення дрібних (до 20 мкм) бруньок на тілі[джерело?].

## Місця існування
Планктонні організми. Зустрічаються у шельфових ділянках морів. Велика кількість нічосвіток мешкає в Азовському і Чорному морях.